# Voila
Voila (från fr. Voilà, "se där", "där (är)", "se där ja!.."), fransk internetportal och sökmotor driven av Orange / France Telecom. Har en av Frankrikes största chat-sidor med i genomsnitt över 20 000 personer[när?] inloggade dygnet runt, samt nyheter, väder, ekonomi, uppslagsverk, stor länkguide, adress & nummerupplysning m.m.